# Pulicaria petiolaris
Pulicaria petiolaris là một loài thực vật có hoa trong họ Cúc. Loài này được Jaub. & Spach miêu tả khoa học đầu tiên năm 1852.